# Johan Leksell

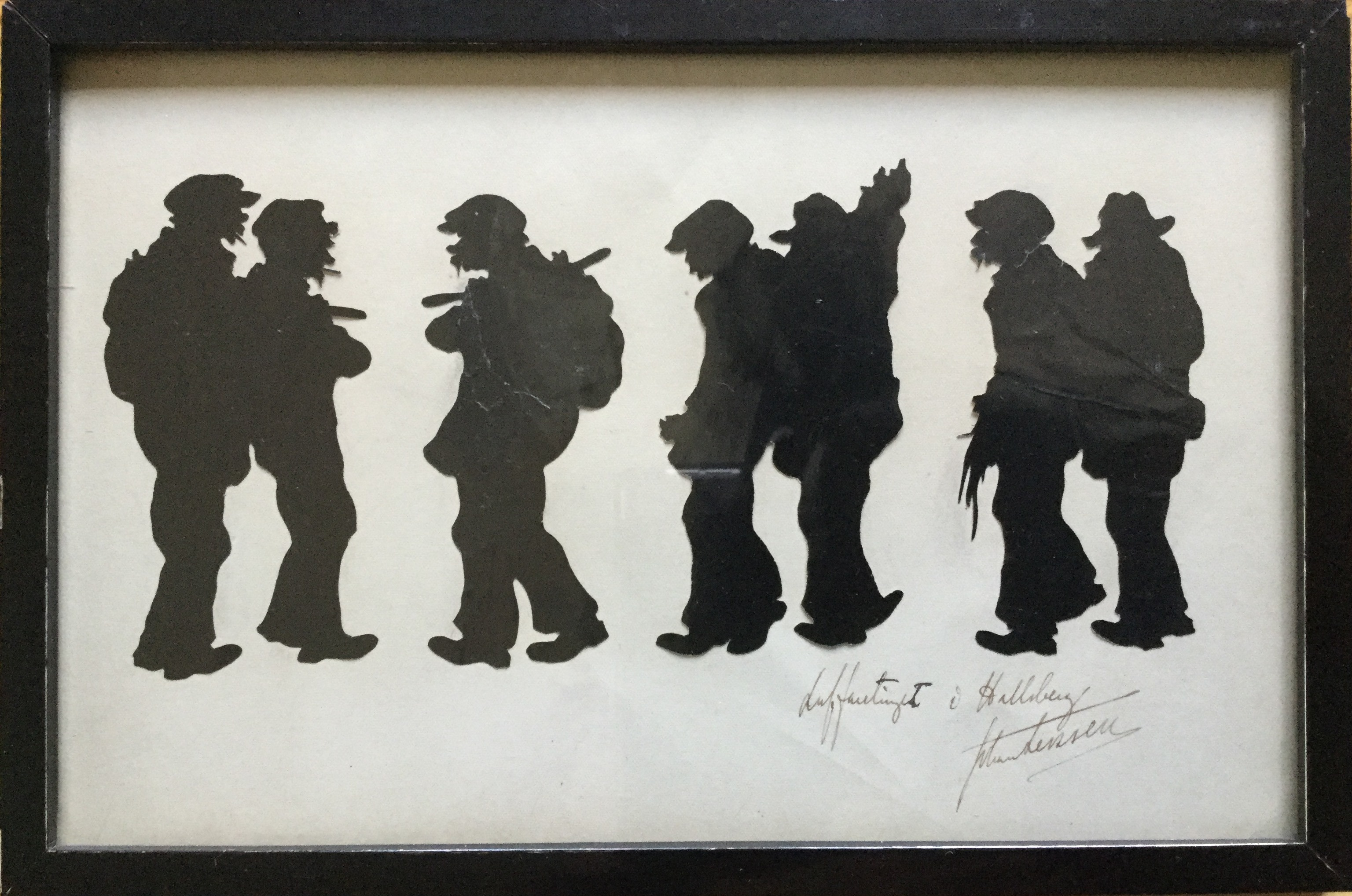
"Luffartinget" i Hallsberg 1921 av Johan Leksell (Siluettklipp).

Johan Larentius Carolinus Leksell, född 1 januari 1874 i Amsberg, Stora Tuna församling, Kopparbergs län, död 28 april 1932 i Västerås, var en svensk målare, tecknare, skulptör och silhuettklippare.

## Biografi
Leksell var son till kyrkoherden Lars Johan Zephyrinus Leksell och Kristina Charlotta Cederberg. Han föddes i Amsberg men kort efter hans födelse till Valskog i Björskogs församling. Tanken var att Johan Leksell som fadern skulle bli präst. Han genomgick realskola i Köping och tog studentexamen i Västerås, och började även studera vid Uppsala universitet, men intresset för konst och hans bohemiska läggning gjorde att han snart övergav studierna för resor genom Europa. Han begav sig ut i världen och genom att klippa silhuettbilder betalade han en tur-retur biljett till USA. Därefter fortsatte han sin resa till Ryssland där han efter att han utfört ett silhuettklipp av Rasputin blev presenterad vid hovet och en mycket uppskattad silhuettporträttör.
I Sverige debuterade han med en utställning av silhuettklipp 1906 som följdes av albumet Svenskt luffarealbum samma år. Han utgav därefter ett flertal album med olika silhuettklipp och 1913 knöts han till Idun för att utföra dekorativa silhuetter och diktillustrationer. Till hans större arbeten räknas klippen till Ur Sveriges djurvärld som omfattade ett stort antal djursilhuetter och som utgavs i två delar 1918. I sin klippstil anknyter han till en tidig tysk 1800-talstradition av biedermeiertyp och hans kompositioner är som regel utförda direkt med saxen utan föregående teckning eller förlaga.
Han utgav 1913 Skuggbilder eller den lilla silhuettboken och 1917 ett Leksell-album där Axel Tallberg skrev företalet. Han framställde även en serie originella amplar med olika former av konstglas där mellan glasen originalsilhuetter med motiv ur verkligheten och sagans värld var monterades. Som målare nådde Leksell inte någon större framgång och en recensent gav honom omdömet i tidskriften Idun 1913 att hans Taflor lida af en viss hårdhet i färgen och teckningen verkar stundom något tvungen. Han var representerad vid utställningen Skuggbilder, bildklipp och silhuetter som visades på Liljevalchs konsthall 1930 och på 1990-talet anordnade Västmanlands läns museum en utställning med hans silhuettbilder. Han bosatte sig slutligen i uppväxtorten Björskog som kom att bli den fasta punkt dit han återvände till när han sommartid cyklat på "klippresor" runt om i Sverige. Johan Leksell var tidigt cykelentusiast och var tillsammans med brodern Gustav en av grundarna av Köpings cykelklubb. Han blev dock även med tiden ganska alkoholiserad. I Björskog bodde han hos systrarna Ruth och Tora Leksell. De arbetade som Statens lärarinnor i konservering, och Ruth Leksell hade även gett ut en lärobok i konservering. Hon senare att bli rikskänd genom sin konflikt med kyrkoherden och kyrkorådet och sitt arbete för att sabotera kyrkliga ärenden genom ständiga överklaganden.
Han kom med tiden att räknas till en av landets främste silhuettklippare och hans motiv består huvudsakligen av porträtt, men han var också en mycket skicklig landskapsklippare och djurtolkare. Därutöver snidade han även träskulpturer.
Leksell är representerad vid Uppsala universitetsbibliotek, Nationalmuseum  och Västerås konstförenings galleri.